# Pleasant Hill (Iowa)
Pour les articles homonymes, voir Pleasant Hill.
Pleasant Hill est une ville du comté de Polk, en Iowa, aux États-Unis. Elle est incorporée le 12 mai 1956.

## Source de la traduction
- (en) Cet article est partiellement ou en totalité issu de l’article de Wikipédia en anglais intitulé « Pleasant Hill, Iowa » (voir la liste des auteurs).